# Amirina
Las Amirinas son un par de compuestos químicos naturales estrechamente relacionados del triterpeno. Se designan como α-amirina y β-amirina. Cada uno tiene la fórmula química C30H50O. Están ampliamente distribuidos en la naturaleza y se han aislado a partir de una variedad de fuentes vegetales. La α-amirina se encuentra en el té de diente de león.
Las amirinas corresponden a una clasificación de los saponósidos triterpenoides pentacíclicos, y son sintetizadas bioquímicamente a partir de la ciclación del escualeno.